# راندي راسموسن (لاعب كرة قدم أمريكية)
راندي راسموسن (بالإنجليزية: Randy Rasmussen)‏ هو لاعب كرة قدم أمريكية أمريكي، ولد في 10 مايو 1945 في ساينت بول في الولايات المتحدة.

## وصلات خارجية
- راندي راسموسن على موقع مرجع كرة القدم المحترفة.كوم (الإنجليزية)